# Yohei Otake
Yohei Otake (大竹 洋平 Otake Yohei?), född 2 maj 1989 i Saitama prefektur, är en japansk fotbollsspelare.
Otake började sin karriär 2008 i FC Tokyo. Med FC Tokyo vann han japanska ligacupen 2009. 2011 blev han utlånad till Cerezo Osaka. Han gick tillbaka till FC Tokyo 2012. 2013 flyttade han till Shonan Bellmare. Efter Shonan Bellmare spelade han för Fagiano Okayama och V-Varen Nagasaki.